# Steen Gottlieb
 Der er for få eller ingen kildehenvisninger i denne artikel, hvilket er et problem. Du kan hjælpe ved at angive troværdige kilder til de påstande, som fremføres i artiklen.
 Denne artikel bør gennemlæses af en person med fagkendskab for at sikre den faglige korrekthed.

Steen Gottlieb (født 1987) er en dansk bueskytte.
Han satte verdensrekord i en alder af 16 år. Han satte også to europæiske rekorder. Han har repræsenteret Danmark to gange ved verdensmesterskaberne for juniorer og ved tre europamesterskaber, hvilket har indbragt ham to VM-bronzemedaljer og én EM-guldmedalje for hold.
Han har været nummer 3 og nummer 6 på den europæiske rangliste for juniorer, og han nåede frem til sommeren 2006 at vinde 13 danmarksmesterskaber, et nordisk mesterskab (samt to tredjepladser), et europamesterskab og en række regionale mesterskaber.
Han har sat 10 danske rekorder, 1 verdensrekord og 2 europæiske rekorder.